# Административное деление РСФСР на 1 января 1926 года
По состоянию на 1 января 1926 года Российская Советская Федеративная Социалистическая Республика делилась на автономные руспублики, автономные области, области, губернии, округа, уезды, районы и волости. Административным центром (столицей) РСФСР оставался город Москва.
Ниже представлено общее число административно-территориальных единиц по видам по состоянию на 1 января 1926 года (в скобках указано изменение по отношению к 1 января 1925 года):
- автономные республики — 11 (▲2);
- автономные области — 12 (▼3);
- области — 4 (▲2);
- губернии — 40 (▼9);
- округа — 58 (▲30);
- уезды — 359 (▼76);
- волости — 3479 (▼1012).

## Перечень
- список губерний (в скобках — число уездов/волостей):

1. Архангельская (6/41) + острова Белого моря и Ледовитого океана
2. Астраханская (0/13)
3. Брянская (5/34)
4. Владимирская (8/71)
5. Вологодская (5/90)
6. Воронежская (9/91)
7. Вятская (9/88)
8. Гомельская (5/39)
9. Ивано-Вознесенская (9/61)
10. Иркутская (3 округа, 1 район/23)
11. Калужская (10/64)
12. Костромская (7/60)
13. Курская (7/82)
14. Ленинградская (8/97 и 3 гор. района)
15. Московская (17/191)
16. Мурманская (0/9)
17. Нижегородская (11 + 4 района/110)
18. Новгородская (6/65)
19. Оренбургская (3/33)
20. Орловская (7/72)
21. Пензенская (8/67)
22. Псковская (11/66)
23. Рязанская (8/65)
24. Самарская (5/118)
25. Саратовская (9/106)
26. Северо-Двинская (центр — город Великий Устюг, 0/18)
27. Смоленская (10/81)
28. Сталинградская (3 + 3 округа/75)
29. Тамбовская (6/92)
30. Тверская (9/95)
31. Тульская (7/41)
32. Ульяновская (4/48)
33. Череповецкая (5/63)
34. Ярославская (7/76)

- список краёв:

1. Дальне-Восточный край (центр — Хабаровск, 9 округов/75 районов)
  1. Амурский округ (центр — Благовещенск)
  2. Владивостокский округ
  3. Зейский округ
  4. Камчатский округ
  5. Николаевский округ
  6. Сахалинский округ
  7. Сретенский округ
  8. Хабаровский округ
  9. Читинский округ
2. Северо-Кавказский край (центр — Ростов-на-Дону, 14 округов, 6 автономных областей/147 районов)
  1. Армавирский округ
  2. Донецкий округ (центр — Миллерово, 8 районов)
    1. Вешенский район (центр — слобода Вешенская)
    2. Казанский район (центр — слобода Казанская)
    3. Кошарский район (центр — слобода Кошары)
    4. Кривородский район (центр — слобода Криворожье)
    5. Лево-Калитвенский район (центр — слобода Лево-Калитвенская)
    6. Мальчев.-Полненский (центр — г. Миллерово)
    7. Мешковский район (центр — слобода Мешковская)
    8. Тарасовский район (центр — слобода Тарасовка)

  3. Донской округ (центр — Ростов-на-Дону, 10 районов)
    1. Азовский район (центр — г. Азов)
    2. Аксайский район (центр — г. Нахичевань)
    3. Багаевский район (центр — станица Багаевская)
    4. Батайский район (центр — станица Батайск)
    5. Ейский район (центр — г. Ейск)
    6. Кущевская район (центр — станица Кущевка)
    7. Мечетинский район (центр — станица Мечетинск)
    8. Новочеркасский район (центр — г. Новочеркасск)
    9. Семикаракорский район (центр — слобода Семикаракорская)
    10. Староминский район (центр — слобода Староминская)

  4. Кубанский округ (центр — Краснодар)
  5. Майкопский округ
  6. Сальский округ (центр — посёлок Торговая)
  7. Ставропольский округ
  8. Сунженский округ (центр — станица Сленцовская)
  9. Таганрогский округ (5 районов)
    1. Голодаевский район (центр — слобода Голодаевка)
    2. Матвеево-Курганский район (центр — слобода Матвеево-Курганская)
    3. Николаевский район (центр — слобода Николаевская)
    4. Советинский район (центр — слобода Советинская)
    5. Фёдоровский район (центр — слобода Фёдоровская)

  10. Терский округ (центр — Пятигорск)
  11. Черноморский округ (центр — Новороссийск)
  12. Шахтинско-Донецкий округ (центр — Шахты, 9 районов)
    1. Каменский район (центр — станица Каменская)
    2. Константиновский район (центр — станица Константиновская)
    3. Красно-Сулиновский район (центр — станица Красно-Сулиновская)
    4. Маньково-Березовский район (центр — станица Маньково-Березовская)
    5. Морозовский район (центр — станица Морозовская)
    6. Облинский район (центр — станица Облинская)
    7. Тацинский район (центр — с. Тацино)
    8. Усть-Белокалитвенский район (центр — станица Усть-Белокалитвенская)
    9. Шахтинский район (центр — г. Шахты)

  13. город Владикавказ
  14. город Грозный
  15. Адыгее-Черкасская автономная область (центр — Краснодар)
  16. Ингушетия автономная область (центр — Владикавказ)
  17. Кабардино-Балкарская автономная область (центр — Нальчик)
  18. Карачаево-Черкесская автономная область (центр — Каталпашинск)
  19. Северная Осетия автономная область (центр — Владикавказ)
  20. Чеченская автономная область (центр — Грозный)
3. Сибирский край (центр — г. Ново-Николаевск, 16 округов и 1 автономная область/231 район)
  1. Ачинский округ
  2. Барабинский округ
  3. Барнаульский округ
  4. Бийский округ
  5. Каменский округ
  6. Канский округ
  7. Красноярский округ
  8. Кузнецкий округ (центр — город Щегловск)
  9. Минусинский округ
  10. Ново-Николаевский округ
  11. Омский округ
  12. Рубцовский округ
  13. Славгородский округ
  14. Тарский округ
  15. Томский округ
  16. Хакасский округ (центр — с. Усть-Абаканское)
  17. Ойратская автономная область (центр — с. Улала)

- список областей:

1. Уральская область (центр — город Свердловск, 16 округов, 205 районов)
  1. Верхкамский округ (центр — г. Усолье)
  2. Златоустовский округ
  3. Ирбитский округ
  4. Ишимский округ
  5. Кунгурский округ
  6. Курганский округ
  7. Пермский округ
  8. Пермяцкий округ
  9. Сарапульский округ
  10. Свердловский округ
  11. Тагильский округ
  12. Тобольский округ
  13. Троицкий округ
  14. Тюменский округ
  15. Челябинский округ
  16. Шадринский округ

- список АССР (автономных советских социалистических республик):

1. Башкирская АССР (центр — город Уфа, 8 кантонов/117)
2. Бурято-Монгольская АССР (центр — г. Верхоудинск, 10 аймаков, в том числе 1 уезд и 1 район / 57 хопунов, в том числе 22 волости)
3. Дагестанская АССР (центр — город Махач-Кала, 14 округов, в том числе 1 район/42 участка)
4. Казакская АССР (центр — город Кзыл-Орда, 36/471)
  1. Адаевский уезд (центр — г. Уил)
  2. Кустанайский округ
  3. Акмолинская губерния (центр — Петропавловск)
  4. Актюбинская губерния
  5. Джетысуйская губерния (центр — г. Алма-Ата)
  6. Семипалатинская губерния
  7. Сыр-Дарьинская губерния (центр — г. Чимкент)
  8. Уральская губерния
  9. Каракалпакская автономная область (центр — г. Турткуль)
5. Карельская АССР (7/63)
6. Крымская АССР (центр — г. Симферополь, 10 районов)
  1. Бахчисарайский район
  2. Джанкойский район
  3. Евпаторийский район
  4. Карасубазарский район
  5. Керченский район
  6. Севастопольский район
  7. Симферопольский район
  8. Судакский район
  9. Феодосийский район
  10. Ялтинский район
7. АССР Немцев Поволжья (центр — г. Покровск, 0/14 кантонов)
8. Татарская АССР (центр — город Казань, 12 кантонов/125)
9. Чувашская АССР (центр — г. Чебоксары, 5/61)
10. Якутская АССР (центр — Якутск)

- список автономных областей:

1. Вотская автономная область (3/34)
2. Автономная Чувашская область (центр — город Чебоксары, 3/56)
3. Калмыцкая автономная область (9 улусов/47 аймаков)
4. Киргизская автономная область (центр — г. Пишпек, 1 округ, 76 волостей)
5. Коми (Зырянская) автономная область (4/95)
6. Марийская автономная область (центр — город Краснококшайск. 0/9 кантонов)

## Изменения
К 1 января 1926 года административное деление РСФСР претерпело ряд изменений:

### Созданы
Созданы:
1. Бурято-Монгольская АССР
2. Вотская автономная область — из АССР Вотского народа
3. Дальне-Восточный край — из Амурской, Забайкальской, Камчатской и Приморской губернии
4. Джетысуйская губерния в Казакской АССР
5. Киргизская автономная область
6. Коми (Зырянская) автономная область — из Олонецкой губернии
7. Уральская область — из Екатеринбургской, Пермской, Тюменской и Челябинской губерний
8. Северо-Кавказский край — из Горской АССР, Донской области, Кубано-Черноморской области, Ставропольской губернии
9. Сибирский край — из Алтайской, Енисейской, Ново-Николаевской, Омской, Томской губерний
10. Оренбургская губерния — из Киргизской АССР

### Упразднены
Упразднены:
1. Алтайская губерния — вошла в Сибирский край
2. Витебская губерния
3. АССР Вотского народа преобразована в автономную область
4. Горская АССР — вошла в Северо-Кавказский край
5. Донская область — вошла в Северо-Кавказский край
6. Екатеринбургская губерния — вошла в Уральскую область
7. Енисейская губерния — вошла в Сибирский край
8. Кубано-Черноморская область — вошла в Северо-Кавказский край
9. Кустанайская губерния — в Кустанайский округ Казакской АССР
10. Ново-Николаевская губерния — вошла в Сибирский край
11. Олонецкая губерния — в Коми (Зырянскую) автономную область
12. Омская губерния — вошла в Сибирский край
13. Пермская губерния — вошла в Уральскую область
14. Рыбинская губерния
15. Ставропольская губерния — вошла в Северо-Кавказский край
16. Терская губерния — вошла в Северо-Кавказский край
17. Томская губерния — вошла в Сибирский край
18. Туркестанская АССР — преобразована в Туркменскую ССР
19. Тюменская губерния — вошла в Уральскую область
20. Уфимская губерния — вошла в Уральскую область и Башкирскую АССР
21. Челябинская губерния — вошла в Уральскую область
22. Якутская губерния — вошла в Якутскую АССР

### Изменён тип
- Акмолинская область в Акмолинскую губернию (?)
- Карельская трудовая коммуна в Карельскую АССР (1923)
- Трудовая коммуна немцев Поволжья в АССР Немцев Поволжья (1923)
- Киргизская АССР в Казакскую АССР (1925)

### Переименованы
- Петроградская губерния в Ленинградскую губернию (1924)
- Симбирская губерния в Ульяновскую губернию (1924)
- Царицынская губерния в Сталинградскую губернию (1925)